# Krueng Raya
Krueng Raya is een bestuurslaag in het regentschap Sabang van de provincie Atjeh, Indonesië. Krueng Raya telt 1228 inwoners (volkstelling 2010).